# Yarí (rijeka)
Yarí je rijeka u Kolumbiji, lijevi pritok rijeke Caquetá. Pripada porječju rijeke Amazone.